# Albert Lachièze
Pour les articles homonymes, voir Lachièze.
Albert Lachièze (né à Martel (Lot) le 4 novembre 1840, décédé dans la même ville le 27 février 1925) est un avocat, maire de sa ville natale de 1877 à sa mort. 

## Biographie
Il est l'arrière-petit-fils de Pierre Lachièze (1743-1818) qui a eu des responsabilités politiques à l'époque de la Révolution et du Consulat, et le fils de Pierre-Marcelin Lachièze, avocat et journaliste républicain, fondateur du "Radical du Lot" (1837) 
Opposant à Napoléon III pendant qu'il est étudiant, Albert Lachièze devient sous-préfet en 1870 (Gourdon, Argelès, Gaillac) et démissionne lors de la chute d'Adolphe Thiers. En 1889, il est élu député républicain de l'arrondissement de Gourdon, et le reste jusqu'en 1906, date où il est battu par Louis-Jean Malvy. Il professe un républicanisme ferme, mais sans sectarisme ni anticléricalisme. Il vote contre la loi de séparation en 1905.

## Sources
- « Albert Lachièze », dans le Dictionnaire des parlementaires français (1889-1940), sous la direction de Jean Jolly, PUF, 1960 [détail de l’édition]
- Dictionnaire de biographie française